# Mario Méndez Montenegro
Mario Héctor Méndez Montenegro (Chiquimulilla, Santa Rosa, 30 de noviembre de 1910 – ciudad de Guatemala, 31 de octubre de 1965) fue un abogado y político guatemalteco que fue el primer alcalde electo de la ciudad de Guatemala después de la Revolución de 1944.

## Primeros años
Méndez nació en Chiquimulilla en el departamento de Santa Rosa, el 30 de noviembre de 1910. Estudio en el Instituto Nacional Central para Varones, donde obtuvo el grado de Bachiller en ciencias y letras a mediados de los años 30 se trasladó a la ciudad de Guatemala para estudiar Derecho en la entonces Universidad Nacional. El que en 1941, Jorge Ubico preparara su reelección fue el detonante para que los estudiantes empezaran a conspirar activamente contra la dictadura. Méndez Montenegro fue uno de ellos y fue amenazado personalmente por el director de la Policía, David Ordóñez el 15 de mayo de 1942, junto con otros estudiantes, entonces Mario redactó un manifiesto instando a los demás universitarios a asumir su papel en la difícil situación nacional.
Después formó parte de la recién fundada AEU - Asociación de Estudiantes Universitarios - que exigía reformas estudiantiles y cambios en el país, pero el gobernante ordenó la inmediata captura de los líderes estudiantiles que contrariaban al gobierno, como consecuencia de esto Méndez Montenegro se asiló en la embajada mexicana, hacia donde salió el 27 de junio, apenas unos días antes de que Ubico presentara su renuncia.

## Carrera política
Fue uno de los fundadores del Partido Frente Popular de Liberación (FLP), que apoyó al futuro presidente Juan José Arévalo . Más tarde se convirtió en el Partido Revolucionario ( en español: Partido Revolucionario  , PR) y Méndez se convirtió en su candidato presidencial.
Durante el gobierno de Juan José Arévalo Bermejo y ya en la llamada década revolucionaria desempeñó cargos entre los que destacan: Secretario General de la Presidencia de la República entre marzo y diciembre de 1945 y director de la Guardia Civil.

### Alcalde de Guatemala
En diciembre de 1945 fue electo como Alcalde de la ciudad de Guatemala para el período 1945-48, postulado por el Partido Acción Revolucionaria -PAR-; durante su administración, se amplió la red de agua potable y drenajes hacia algunos barrios periféricos en ese momento. Además, se inició la construcción de grandes colectores para recoger las aguas negras del norte de la ciudad, dirigiéndolas.
Durante su período se impulsaron obras como: la urbanización técnica de la ciudad; prolongación de la 11 calle poniente y de la 6ª avenida hacia el sur; se demolió el antiguo mercado de la Placita; e inició la construcción de la red de drenajes, entre otras obras de gran importancia.
Además se construyó el parque infantil Colón, en la zona 1, y prolongó la Sexta Avenida, luego de haber derrumbado el cerro en donde se encontraba el antiguo templo de «El Calvario», hoy 18 calle y 6a. avenida de la zona 1.

### Después de alcalde
Dejó su cargo de alcalde el 31 de diciembre de 1948. El 18 de julio de 1949, cerca del mediodía, fue asesinado Francisco Javier Arana, uno de los 3 integrantes del triunvirato de 1944, en circunstancias aún en debate, por simpatizantes del Coronel Árbenz con quién mantenían una pugna sobre la candidatura presidencial de 1950. Este hecho provocó que Méndez Montenegro buscara a los colegas de Arana en la Guardia de Honor y organizara un levantamiento para restituir el camino de la revolución, esto provocó fuertes combates en la ciudad por dos días pero fue sofocado por el gobierno. Al ser derrotada la insurrección buscó asilo en la Embajada de El Salvador, a donde partió otra vez al exilio.

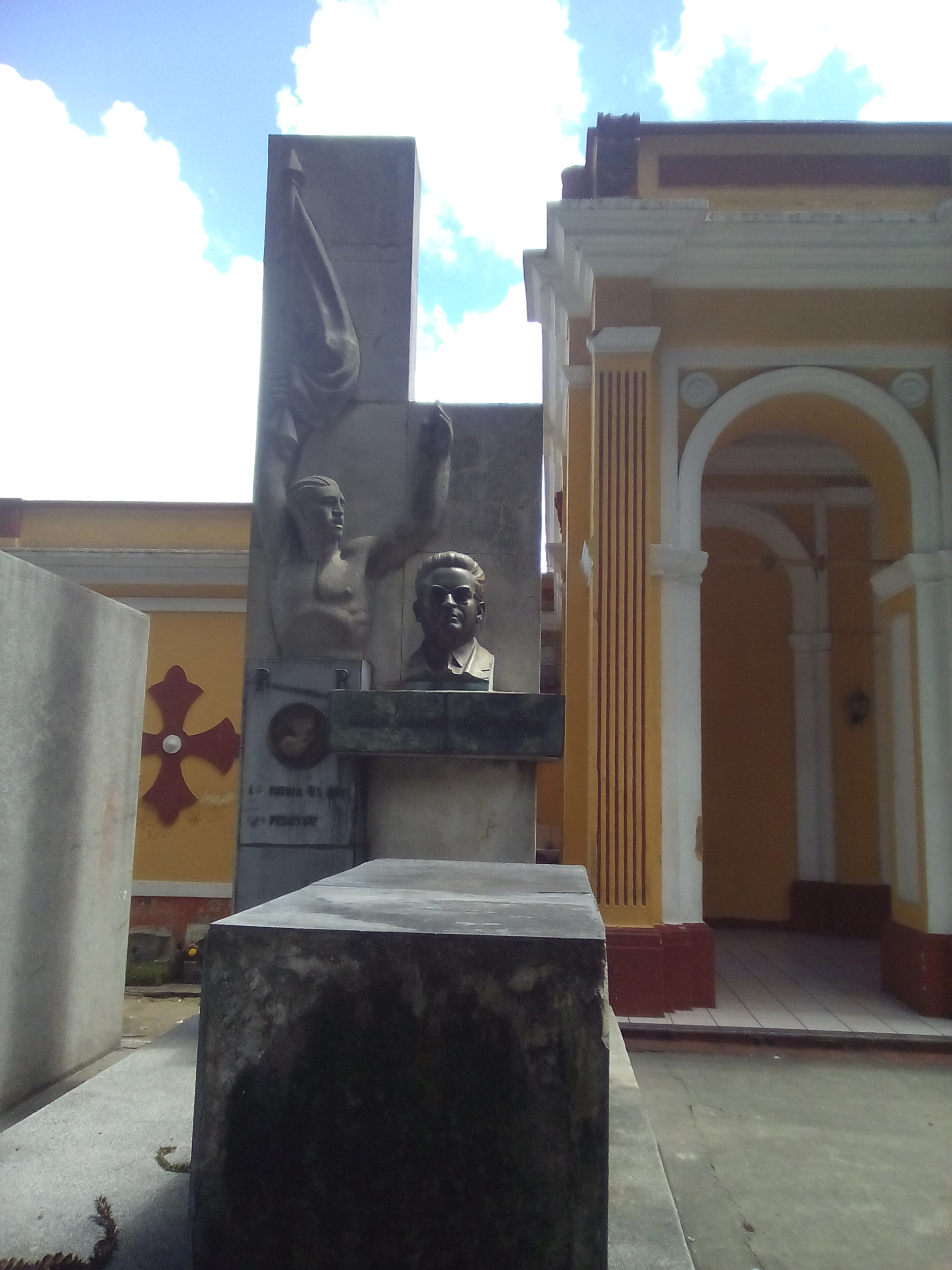
Tumba de Mario Méndez ubicada en el Cementerio General de la ciudad de Guatemala.

### Después de la contrarrevolución
El FLP, el partido que fundó, posteriormente se transformó en el Partido Revolucionario (PR), el cual intenta inscribirse como partido pero no fue aceptado porque los acusaban de tener dirigentes comunistas entre sus afiliados. Tras un segundo intento el partido organizó bien sus bases y logró su inscripción el 5 de diciembre de 1957. Esto sucedió en una nueva etapa de participación política que se abrió a raíz del asesinato de Castillo Armas, los dirigentes del PR se habían organizado desde la revolución de 1944 cuando crearon el partido Acción revolucionaria PAR.

## Muerte
El 31 de octubre de 1965 falleció en extrañas circunstancias en su casa. Su hijo testificó que escuchó ruidos en el segundo piso de su casa y cuando llegó vio a su padre tirado moribundo, nunca se supo si se suicidó o fue asesinado.  Algunos comenzaron a opinar de que el Jefe de la Policía Judicial, Alberto Barrios, apodado El Bachiller, había sido el autor intelectual del crimen, para impedir que Méndez Montenegro llegara a la Presidencia, quizá por el miedo de ser un «supuesto comunista».